# جيفري تاندي
جيفري أ. تاندي 1900–1969 (بالإنجليزية: Geoffrey A. Tandy)‏ هو عالم أحياء بحريّة بريطانيّ ومُذيع تلفزيونيّ.

## حياته
هو صديق لتوماس ستيرنز إليوت، كَتَبَ «نشرة إذاعيّة» لصحيفة المِعيار (بالإنجليزية: The Criterion)‏، وكان أول مَن يُذيع «كتاب الجرذ العجوز عن القطط العملية في 1937. عَمِل خلال الحرب العالمية الثانية في حديقة بلتشلي، ودُعي إليها بعد أن ارتبكت وزارة الدفاع بين الكلمتين «cryptogamist» و«cryptogramist». في بلتشلي، أفادت خبرته التقنيّة في إنقاذ كتاب شِفرة مشبّع بالرّطوبة ممّا ساعد في شَقّ شِفرة إنجما.
جينيستا مسينتوش، بارونة مسينتوش في هدنول (بالإنجليزية: Genista McIntosh, Baroness McIntosh of Hudnall)‏ هي ابنتة من زوجته الثانية مير مكدرموت (بالإنجليزية: Maire McDermott)‏.
أوراقه معروضة في متحف التاريخ الطبيعي.

## قراءة موسَّعة
- Miles Tandy, 'A Life in Translation: Biography and the life of Geoffrey Tandy’, MA Thesis

## روابط خارجيّة
- David J Collard, Old Possum and the limbs of Satan, 22 June 2013